# Nils Aron Mathesius
Nils Aron Mathesius, född den 27 augusti 1837 i Skara, död där den 6 mars 1922, var en svensk skolman och läroboksförfattare.
Mathesius blev student vid Uppsala universitet 1854, adjunkt vid Skara högre allmänna läroverk 1869 samt lektor i franska och engelska språken där 1891–1906. Mathesius var ledamot av kommittén angående likformig uppställning av grammatiska läroböcker 1878–1881 och av 1882–1884 års läroverkskommitté.
Mathesius författade Tysk elementarbok (1873–1874), Engelsk elementarbok (1876) och Engelsk skolgrammatik (1878) samt översatte Johan Ludvig Runeberg till engelsk vers (The first canto of Runeberg's Nadeschda, 1876).